# Campeonato del Mundo de patinaje de velocidad en línea 2001
El Campeonato Mundial de patinaje de velocidad en línea de 2001 tuvo lugar del 8 al 16 de septiembre de 2001 en Valence d'Agen, Francia. Fue el la segunda ocasión que la que Francia organizó el campeonato mundial tras la edición de Gujan-Mestras 1994.
Los participantes más exitosos fueron Sheila Herrero para mujeres con 4 oros y Chad Hedrick para hombres con 7 oros.

## Mujeres
| Distancia                   | Oro                                                    | Plata                                                      | Bronce                                                 |
| Pista                       | Pista                                                  | Pista                                                      | Pista                                                  |
| --------------------------- | ------------------------------------------------------ | ---------------------------------------------------------- | ------------------------------------------------------ |
| 300 m Contrarreloj          | Estelle Flourens                                       | Julie Glass                                                | Valentina Belloni                                      |
| 500 m Sprint                | Andrea González                                        | Berenice Moreno                                            | Yi-Chin Pan                                            |
| 1.000 m Sprint              | Andrea González                                        | Julie Glass                                                | Jessica Smith                                          |
| 5.000 m Puntos              | Theresa Cliff                                          | Yi-chin Pan                                                | Silvina Posada                                         |
| 10.000 m Puntos/Eliminación | Sheila Herrero                                         | Theresa Cliff                                              | Tamara Llorens                                         |
| 15.000 m Eliminación        | Sheila Herrero                                         | Silvia Niño                                                | Theresa Cliff                                          |
| 5.000 m Relevos             | Estados Unidos Julie Glass Jessica Smith Theresa Cliff | Colombia · Berenice Moreno · Silvia Niño · Alexandra Vivas | Francia Caroline Lagrée Angéle Vaudan Estelle Flourens |
| Ruta                        |                                                        |                                                            |                                                        |
| 200 m Contrarreloj          | Valentina Belloni                                      | Eva María Richardson                                       | Sophie Muir                                            |
| 500 m Sprint                | Sophie Muir                                            | Julie Glass                                                | Andrea González                                        |
| 1.000 m Sprint              | Julie Glass                                            | Andrea González                                            | Valentina Belloni                                      |
| 5.000 m Puntos              | Theresa Cliff                                          | Sheila Herrero                                             | Andrea Haritchelhar                                    |
| 10.000 m Puntos/Eliminación | Sheila Herrero                                         | Theresa Cliff                                              | Nathalie Barbotin                                      |
| 15.000 m Eliminación        | Andrea González                                        | Laura Lombardo                                             | Theresa Cliff                                          |
| Larga distancia             |                                                        |                                                            |                                                        |
| 42.195 m Marathon           | Sheila Herrero                                         | Alessandra Susmeli                                         | Yi-Chin Pan                                            |

## Hombres
| Distancia                   | Oro                                                      | Plata                                                    | Bronce                                                    |
| Pista                       | Pista                                                    | Pista                                                    | Pista                                                     |
| --------------------------- | -------------------------------------------------------- | -------------------------------------------------------- | --------------------------------------------------------- |
| 300 m Contrarreloj          | Kalon Dobbin                                             | Gregorio Duggento                                        | Diego Betancur                                            |
| 500 m Sprint                | Pascal Briand                                            | Diego Betancur                                           | Kalon Dobbin                                              |
| 1.000 m Sprint              | Chad Hedrick                                             | Pascal Briand                                            | Diego Rosero                                              |
| 10.000 m Puntos             | Chad Hedrick                                             | Shane Dobbin                                             | Michael Byrne                                             |
| 15.000 m Puntos/Eliminación | Chad Hedrick                                             | Arnaud Gicquel                                           | Pierdavide Romani                                         |
| 20.000 m Eliminación        | Harry Vogel                                              | Jorge Botero                                             | Pierdavide Romani                                         |
| 10.000 m Relevos            | Estados Unidos Chad Hedrick Jonathan Webster Harry Vogel | Colombia · Diego Rosero · Diego Betancur · Pedro Becerra | Francia Baptiste Grandgirard Pascal Briand Arnaud Gicquel |
| Ruta                        |                                                          |                                                          |                                                           |
| 200 m Contrarreloj          | Gregorio Duggento                                        | Corey Price                                              | Kalon Dobbin                                              |
| 500 m Sprint                | Pascal Briand                                            | Kalon Dobbin                                             | Diego Betancur                                            |
| 1.000 m Sprint              | Pascal Briand                                            | Chad Hedrick                                             | Diego Betancur                                            |
| 10.000 m Puntos             | Chad Hedrick                                             | Luca Presti                                              | Jorge Botero                                              |
| 15.000 m Puntos/Eliminación | Chad Hedrick                                             | Diego Rosero                                             | Garikoitz Lerga                                           |
| 20.000 m Eliminación        | Chad Hedrick                                             | Arnaud Gicquel                                           | Jorge Botero                                              |
| Larga distancia             |                                                          |                                                          |                                                           |
| 42.195 m Marathon           | Franck Cardin                                            | Philippe Boulard                                         | Arnaud Gicquel                                            |

## Medallero
| Pos. | País           | Oro | Plata | Bronce | Total |
| ---- | -------------- | --- | ----- | ------ | ----- |
| 1.   | Estados Unidos | 12  | 6     | 3      | 21    |
| 2.   | Francia        | 5   | 4     | 4      | 12    |
| 3.   | España         | 4   | 1     | 1      | 6     |
| 4.   | Argentina      | 3   | 2     | 4      | 9     |
| 5.   | Italia         | 2   | 4     | 4      | 10    |
| 6.   | Nueva Zelanda  | 1   | 2     | 2      | 5     |
| 7.   | Australia      | 1   | 1     | 2      | 4     |
| 8.   | Colombia       | 0   | 7     | 6      | 13    |
| 9.   | China Taipéi   | 0   | 1     | 2      | 3     |

- Datos: Q18625960